# マングースキツネザル
マングースキツネザル（Eulemur mongoz）は、キツネザル科に分類される霊長類。

## 分布
マダガスカル北西部に自然分布。コモロ（アンジュアン島、モヘリ島）に人為移入。

## 形態
体長30-37cm。尾長45-51cm。体重2-2.2kg。全身は灰褐色の体毛で被われる。
オスは頬や下顎を被う体毛が黒い。メスは顔が黒く、背面の体毛がより褐色みを帯びる。また頬や下顎を被う体毛が白い。

## 生態
森林に生息する。マダガスカルの個体群はペアと幼獣の3-6頭からなる家族群を形成して生活するが、コモロの個体群は複数の同性個体が含まれる不定形かつ大規模な群れを形成して生活する。チャイロキツネザルと混群を形成する事もある。昼夜を問わずに活動するが、乾季には夜行性、雨季には昼行性傾向が強くなる。これは乾季は落葉により隠れ場所が少なくなる事と、高温を避ける目的があると考えられている。
食性は植物食で、花の蜜、植物の葉、果実などを食べる。マダガスカルの個体群は雨季に花の蜜を主に食べるが、コモロの個体群は逆に乾季に花の蜜を主に食べる。

## 人間との関係
生息地では食用とされる事もある。
開発や放牧による生息地の破壊、食用やペット目的の狩猟などにより生息数は減少している。マダガスカルでは生息地の一部が自然保護区に指定されているが、自然保護区内でも生息地が破壊されている。

## 画像

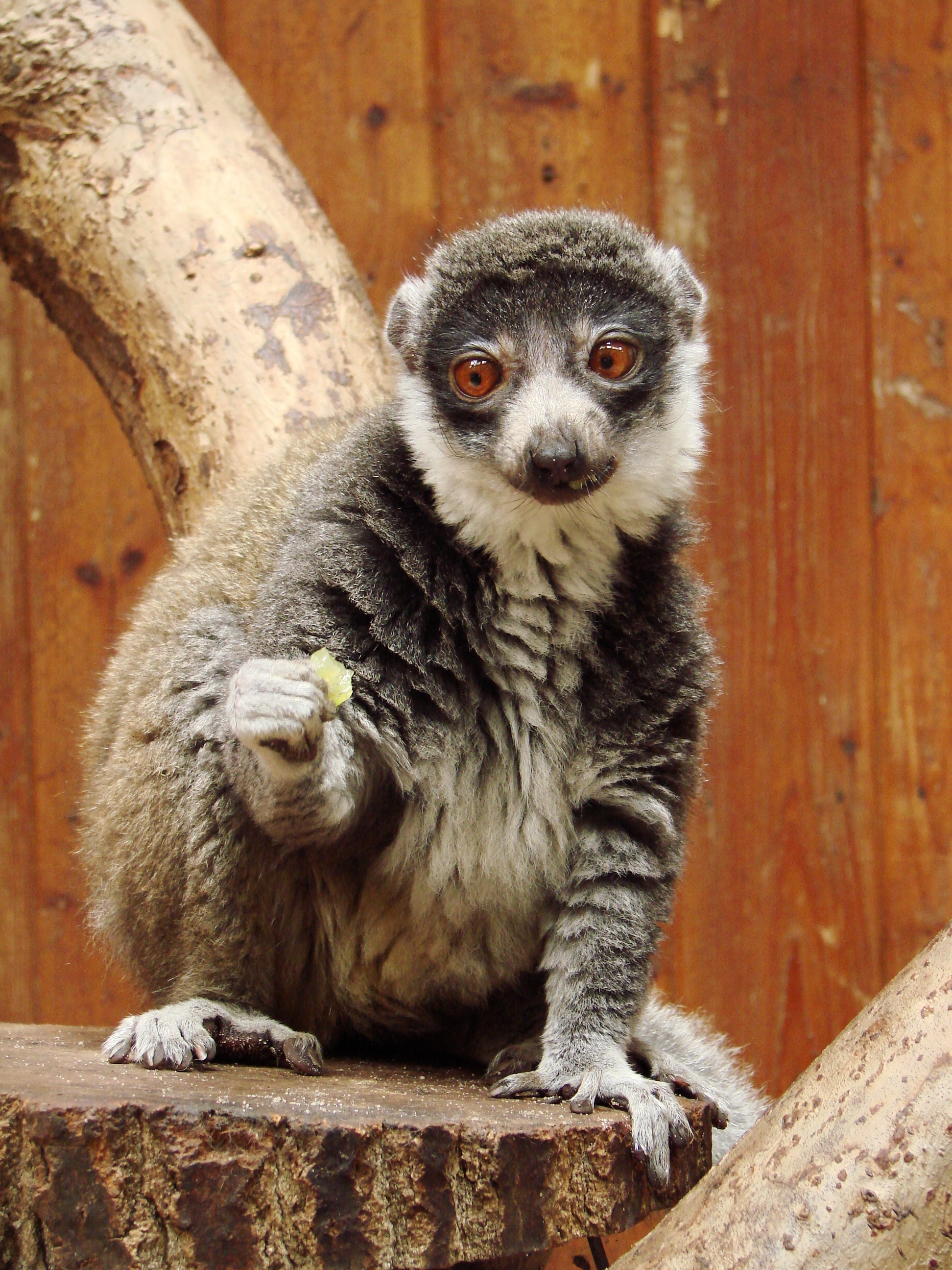
メス